# رامسس یازدهم

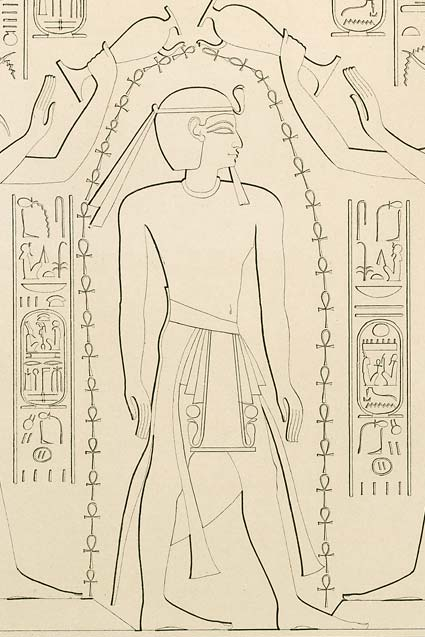
نقاشی رامسس یازدهم در حال استحمام

رامسس یازدهم دهمین پادشاه دودمان بیستم مصر باستان است که از ۱۱۰۷ تا ۱۰۷۸ یا ۱۰۷۷ پ. م. بر آن کشور فرمانروایی می‌کرد. او واپسین فرعون دودمان بیستم بود و با مرگش دوره‌ای جدید از آشوب و هرج و مرج مصر را در بر گرفت.
رامسس یازدهم برای کمینه ۲۹ سال پادشاهی کرد؛ اگرچه بعضی مصرشناسان بر این باورند که فرمانروایی او می‌توانسته برای ۳۰ سال نیز ادامه پیدا کرده باشد. باور بر این است که او تا سال ۲۹ام به حکومت ادامه می داده چرا که سنگ‌نگاره‌ای ذکر می‌کند که کاهن بزرگ آمون، پی‌آنخی، در۳ شِمو روز ۲۳ از نوبه به تبس بازگشت؛ این هنگام تنها ۳ روز پیش از آغاز ۲۹امین سال تاجگذاری رامسس یازدهم بوده‌است. به نظر می‌رسد که پی‌آنخی در نبردی در نوبه در سال ۲۸ام فرمانروایی رامسس یازدهم شرکت داشته و سال پس از آن به مصر بازگشته است.